# إطلاق النار الأسفل (فلم)
إطلاق النار الأسفل (بالإنجليزية: Fire Down Below) فيلم أمريكي تم إصداره عام 1997 من بطولة ستيفن سيغال و إخراج فيليكس إنريكيز ألكالا (في أول ظهور له في الإخراج).

## روابط خارجية
مقالات تستعمل روابط فنية بلا صلة مع ويكي بيانات